# Operações retrógradas
Uma operação retrógrada é um movimento táctico executado para a retaguarda, voluntariamente ou por imposição do inimigo. As operações retrógradas são utilizadas para criar condições que permitam recuperar a iniciativa e derrotar o inimigo, para colocar as forças numa posição mais favorável ou para encurtar as linhas de comunicações. Compreende três tipos de acção diferentes:

- Rotura de combate;

- Acção retardadora;

- Retirada.

## A rotura de combate
Uma rotura de combate é uma operação planeada na qual uma força em contacto com o inimigo consegue romper o combate e afastar-se. Esta operação é realizada, com ou sem pressão do inimigo, para evitar combater em condições desfavoráveis e preservar a força, para a libertar a fim de ser empregue noutra missão ou para substituir forças que se encontram a combater há demasiado tempo. Uma força empenhada em combate pode realizar uma rotura de combate com ou sem apoio de outras forças amigas.

Nos escalões mais elevados – Divisão, Corpo de Exército – a força que executa a operação é dividida duas partes: força de segurança e corpo principal. Este é agrupado à retaguarda da força de segurança e inicia o movimento para a retaguarda. A força de segurança permanece entre o corpo principal e o inimigo por forma a esconder a preparação e movimento daquela força. Só depois do corpo principal das forças se afastarem, a força de segurança rompe o combate com o inimigo e inicia o movimento para outra posição. Este tipo de operações pode envolver o apoio de fogos de artilharia e, actualmente, também de meios aéreos. 

## Acção retardadora
Uma acção retardadora é uma operação pela qual uma força sob pressão do inimigo troca espaço por tempo, infligindo-lhe o máximo de danos sem que, em princípio se empenhe decisivamente em combate. Por outras palavras, uma força que executa uma acção retardadora, cede um mínimo de espaço ao inimigo (dependendo das condições do terreno, entre outras) por um máximo de tempo. Para conseguir este objectivo, faz um aproveitamento judicioso do terreno e dispõe as suas tropas por forma a tirar o máximo rendimento dos recursos disponíveis. O inimigo é, desta forma, obrigado a desenvolver as suas forças no terreno para atacar as posições de retardamento. Ao fazê-lo demora tempo e quando começa a atacar as posições, a força retardadora rompe o combate antes de se empenhar de forma decisiva. Com este tipo de operações procura-se fatigar o inimigo que, assim, será mais facilmente flagelado e desgastado pelos fogos da força retardadora.

A acção da força retardadora procura ganhar tempo para que as forças inimigas à sua retaguarda possam estabelecer-se em posições defensivas adequadas, para cobrir a retirada de outras forças, para aplicar o princípio da economia de forças, para atrair o inimigo a um campo de batalha antecipadamente escolhido, para esperar a chegada de reforços ou localizar o esforço principal do inimigo. Quando as forças são insuficientes para conduzir um ataque ou uma operação defensiva (de posição ou móvel) ou quando se pretende encaminhar o inimigo para uma área onde será sujeito a um contra-ataque, é normalmente realizada uma acção retardadora.

No planeamento feito para uma acção retardadora, o comandante que determina esta operação estabelece obrigatoriamente, entre outros elementos de planeamento, a duração da acção retardadora, o terreno que pode ser cedido e o que deve ser retido e as operações subsequentes a serem executadas pela força que executou a acção retardadora. A acção retardadora deve ser cuidadosamente planeada por forma a combinar o emprego de obstáculos com os fogos, a ocupação sucessiva de posições de resistência temporária, o eventual emprego de contra-ataques, as destruições a efectuar, tais como estradas, pontes ou outras infraestruturas que possam facilitar a acção do inimigo. As unidades que executam a acção retardadora devem ter, pelo menos, a mesma capacidade de mobilidade que os atacantes. Para além das características de cada força, são tomadas medidas destinadas a aumentar a mobilidade das forças amigas (desobstruir terreno onde terão de passar, desactivar obstáculos) e para diminuir a das forças inimigas (montar obstáculos, destruir estradas, etc.). A acção das unidades de engenharia é, neste caso, fundamental.

## Retirada
Uma retirada é uma operação em que uma força, que não está em contacto com o inimigo, se afasta deste. O objectivo é evitar o combate. É uma operação que não está isenta de riscos pois se as forças inimigas detectarem a retirada não deixarão de tentar um ataque que se torna particularmente perigoso porque a força em retirada não está devidamente instalada no terreno. Normalmente, as forças em retirada adoptam o dispositivo de marcha em que, além de outras forças de segurança, a guarda de retaguarda pode desempenhar um papel fundamental. É esta força de segurança que executa, se necessário, uma acção retardadora para permitir que o grosso da força execute a retirada em segurança. A retirada é normalmente acompanhada de medidas de decepção destinadas a enganar o inimigo, por exemplo, a fazer crer que o grosso das forças continua a ocupar uma determinada posição.

## Planeamento das operações retrógradas
Em regra, é necessário recorrer a uma combinação das operações acima indicadas. Por exemplo, uma retirada é frequentemente precedida de uma rotura de combate ou uma retirada pode ser coberta por uma força que executa uma acção retardadora. Em todos os casos e como em todas as operações não inopinadas, o planeamento deve ser cuidadoso. Há que ter em conta um conjunto de factores importantes:

- É necessário obter dados sobre o terreno e as condições meteorológicas para que a mobilidade não seja afectada de forma negativa e se tire o máximo partido das posições a ocupar;
- O planeamento e o controlo deste tipo de operações deve ser centralizado pois é necessário coordenar as posições e os movimentos de todo o conjunto; no entanto, a execução deve ser descentralizada;
- O bom funcionamento do sistema de informações é fundamental para não se ser surpreendido numa situação menos favorável;
- As medidas de segurança são fundamentais como em todas as operações que exigem mais movimentos;
- As medidas de decepção são executadas para ganhar tempo e também como forma de enganar o inimigo;
- O apoio de fogos (artilharia e aéreo) deve ser cuidadosamente planeado mas o controlo (especialmente da artilharia) terá de ser descentralizado, assim como o deverá ser a execução das operações; *A mobilidade e a criação de obstáculos obrigam a um emprego intensivo dos meios de engenharia;
- As comunicações são sempre mais difíceis entre forças em movimento; ao esforço para manter a ligação é necessário acrescentar o esforço para, através dos meios de comunicação existentes, nada revelar ao inimigo;
- As operações logísticas (apoio de serviços) são mais difíceis de executar em movimento; é necessário um planeamento cuidadoso e muita flexibilidade na execução para assegurar a continuidade do apoio; neste tipo de operações são elevadas as taxas de consumo de combustíveis (séculos XX e XXI); nas acções ratardadoras são também mais elevadas as taxas de consumos de munições;
- O moral das tropas tem que ser conservado alto numa operação retrógrada; é essencial combater os boatos que, neste tipo de operações, têm tendência a espalhar-se e a contribuir para a desmoralização das tropas.